# Peter Wallach
Peter Wallach (ur. 30 października 1938 we Wrocławiu, niem. Breslau) – niemiecki lekkoatleta, sprinter. W czasie swojej kariery reprezentował Niemiecką Republikę Demokratyczną.

## Kariera sportowa
Wystąpił we wspólnej reprezentacji Niemiec na igrzyskach olimpijskich w 1964 w Tokio, gdzie niemiecka sztafeta 4 × 100 metrów w składzie: Heinz Erbstößer, Rainer Berger, Wallach i Volker Löffler odpadła w półfinale.
Wallach był  mistrzem NRD w sztafecie 4 × 100 metrów w 1963 i 1964, wicemistrzem w tej konkurencji w 1962 i 1968 oraz brązowym medalistą w 1959. Był również wicemistrzem w biegu na 100 metrów w 1964 i w biegu na 200 metrów w 1964 oraz brązowym medalistą w obu tych konkurencjach w 1962. W hali był mistrzem w biegu sztafetowym w 1965 i brązowym medalistą w 1964.
2 października 1963 w Lipsku ustanowił rekord NRD w biegu na 100 metrów z czasem 10,3 s. Był to najlepszy wynik w jego karierze. Wielokrotnie poprawiał rekord NRD w sztafecie 4 × 100 metrów do wyniku 39,4 s, uzyskanego 23 sierpnia 1964 w Berlinie Zachodnim.